# Colette Godard
Pour les articles homonymes, voir Godard.
Colette Godard est une critique dramatique et essayiste française née Mechberg le 7 mars 1926 à Rouen et morte le 31 décembre 2022 dans le 15e arrondissement de Paris.

## Biographie
Colette Godard naît le 7 mars 1926 à Rouen où son père, Samuel Meghberg, dirige une usine de confection. Ses parents ont quitté l'Ukraine pour s'installer en France dans les années 1910. Elle a quatre frères et sœurs. Une partie de sa famille disparaît dans les camps de concentration. Réfugiée en zone libre, elle « [porte] des lettres, avec un ami ». Tous deux sont arrêtés, seule Colette ressort de la kommandantur d'Agen. 
Elle est initiée au théâtre par ses parents, amoureux de la scène. Elle écrit des adaptations dès 1947 pour Le Programme parisien et devient journaliste radio, animant des émissions de la Radiodiffusion française puis de France Culture jusque dans les années 1970. De 1970 à 1995, elle est critique dramatique pour le quotidien Le Monde, où elle succède à Nicole Zand. Elle écrit dans d'autres publications, comme Télérama, l'Encyclopædia Universalis, les programmes du théâtre de la Ville, etc. Ses textes sont fréquemment cités,,. En 1980, elle reçoit le Prix du meilleur livre sur le théâtre du Syndicat de la critique pour Parti pris : Le théâtre depuis 1968.
Colette Godard meurt à Paris le 31 décembre 2022 à l'âge de 96 ans.

## Liste sélective de publications
Outre ses chroniques périodiques dans la presse et sur les ondes, Colette Godard est l'auteur d'ouvrages sur l'histoire du théâtre, les festivals, les metteurs en scène, les comédiens, les salles ou les compagnies.  
- Avec Dominique Nores (postface Guy Erismann), Lavelli, Paris, Christian Bourgois éditeur, 1971, 287 p. (BNF 35203113)
- Avec Natacha Decan, Le Théâtre depuis 1968, Paris, Éditions Jean-Claude Lattès, 1980, 246 p. (BNF 34636314)
- Jean Guidoni, Paris, Éditions Seghers, coll. « Poésie et chansons », 1988, 188 p. (ISBN 2-232-10102-9, BNF 34928461)
- Zingaro  (ill. Alfons Alt), Lausanne, Éditions Favre, 1988, 60 p. (ISBN 2-8289-0356-7, BNF 34942485)
- Avec Christian Dupeyron, Festival d'Avignon : 10 juillet-1er août 1990, Paris, Actes Sud, 1990, 141 p. (ISBN 2-86943-278-X, BNF 35139034)
- L'album du Festival d'Avignon 1991, Paris, « Le Monde » éd., 1991, 141 p. (ISBN 2-87899-025-0, BNF 35476413)
- L'album du Festival d'Avignon 1992, Paris, « Le Monde » éd., 1992, 141 p. (ISBN 2-87899-057-9, BNF 35535357)
- L'album du Festival d'Avignon 1993, Paris, « Le Monde » éd. / Festival d'Avignon, 1993, 151 p. (ISBN 2-87899-069-2, BNF 35604987)
- L'album du Festival d'Avignon 1994, Paris, « Le Monde » éd. / Festival d'Avignon, 1994, 153 p. (ISBN 2-87899-087-0, BNF 35733923)
- Avec Denise Gence, Notes parlées : « quoi qu'on die », Paris, Ramsay, 1994, 191 p (ISBN 2-84114-044-X, BNF 35731358)
- Avec Olivier Schmitt, L'album du Festival d'Avignon 1995, Paris, Le Monde éd. / Festival d'Avignon, 1995, 142 p. (ISBN 2-87899-110-9, BNF 35796905)
- Jérôme Savary : l'enfant de la fête, Monaco, Paris, Éditions du Rocher, 1996, 165 p. (ISBN 2-268-02303-6, BNF 35825509)
- Avec Noëlle Guibert, Jean-Paul Midant et al. (préf. Patrice Martinet), Athénée Théâtre Louis Jouvet, Paris, Norma, 1996, 175 p (ISBN 2-909283-27-5, BNF 36158126)
- Chaillot, un théâtre national et populaire, Paris, Norma, 1998, 63 p. (ISBN 2-909283-35-6, BNF 36967580, lire en ligne)
- Dominique Pitoiset actes premiers, Carnières-Morlanwelz, Dijon, Éditions Lansman, Théâtre national Dijon-Bourgogne, 1998, 111 p. (ISBN 2-87282-228-3 et 2-9512270-1-9, BNF 37058536)
- Chaillot, histoire d'un théâtre populaire, Paris, Éditions du Seuil, 2000, 118 p. (ISBN 2-02-040912-7, BNF 37686128)
- Avec Noëlle Guibert, Claude Samuel, Patrick Sourd, Si l'on voulait écrire l'histoire du théâtre : Athénée Théâtre Louis-Jouvet, 1982-2007, Paris, Athénée Théâtre Louis-Jouvet, 2007, 159 p. (ISBN 978-2-35119-033-3, BNF 41148544)
- Patrice Chéreau : un trajet (commenté par Patrice Chéreau)  (préf. Olivier Schmitt), Monaco, Éditions du Rocher, coll. « Documents », 2007, 282 p. (ISBN 978-2-268-06145-0, BNF 41139249)
- Emmanuel Demarcy-Mota, Arthur Nauzyciel, James Thierrée : un théâtre apatride, Paris, L'Arche, 2009, 186 p. (ISBN 978-2-85181-707-5, BNF 42064411)